# جون جراي
جون جراي (بالإنجليزية: John Gray)‏ كاتب ومؤلف أمريكي، ولد في ولاية تكساس الأمريكية سنة 1951م، ويعيش في ولاية كاليفورنيا. ألف سنة 1992م كتابا اشتهر عالميا وطبع منه ملايين النسخ، هو كتاب «الرجال من المريخ، النساء من الزهرة» والذي يعتبر دليلا لفهم الجنس الآخر. تزوج السيدة بوني جراي وأنجب منها بناته الثلاثة: شانون، وجولي، ولورين.

## مؤلفات
- الرجال من المريخ والنساء من الزهرة
- المريخ والزهرة في التقاء
- الرجل والمرأة والعلاقات بينهما
- المريخ والزهرة في حب
- المريخ والزهرة في غرفة النوم
- ما تشعر به تستطيع علاجه
- المريخ والزهرة معا إلى الأبد: دليل عملي لخلق الألفة الدائمة.
- الأبناء من السماء
- المريخ والزهرة في مكان العمل
- حقا المريخ والزهرة
- البدء من جديد

## روابط خارجية
- جون جراي على موقع IMDb (الإنجليزية)
- جون جراي على موقع الموسوعة البريطانية (الإنجليزية)
- جون جراي على موقع ميوزك برينز (الإنجليزية)
- جون جراي على موقع قاعدة بيانات برودواي على الإنترنت (الإنجليزية)
- جون جراي على موقع قاعدة بيانات الفيلم (الإنجليزية)